# Трабант
Трабант је аутомобил који је производила бивша источнонемачка фабрика аутомобила из Цвикауа, у Саксонији. Био је најчешће возило у Источној Немачкој, а масовно је извожен у земље комунистичког блока, али и ван њега, у Холандију, Грчку, Велику Британију, Белгију, Југославију, па чак и неке земље Африке. У време увођења у производњу, главне предности су му биле солидан простор за смештај четири одрасле особе и пртљаг у компактној, лакој и издржљивој каросерији, брзина и трајност. Временом је у колективној свести постао симбол Источне Европе.
Иако је аутомобил био изузетно популаран у целом источном блоку, у СССР-у је био реткост јер фактички није постојао извоз у његове републике. Међутим, тамо где се појавио, Трабант је имао велику популарност.
Током више од тридесет година производње, аутомобил је претрпео ситне, углавном козметичке измене, па је у односу на већину модела свог времена постао застарео и неефикасан. Двотактни мотор није имао довољну снагу да одговори захтевима времена и производио је претеране количине издувних гасова.
Ипак, у условима недовољне понуде путничких возила и овакав аутомобил је био веома пожељна имовина у земљама СЕВ-а, а они којима је одобрена куповина „трабанта” су након уплате чекали и по више година на испоруку. Зато се „трабант“ често наводи као пример недостатака планске економије и централизованог планирања.
Модел је био у производњи, без значајнијих промена скоро 30 година, и за то време је произведено 3.096.099 комада. Часопис “Тајм” је уврстио „трабант“ у свој списак 50 најгорих икада направљених аутомобила, што је можда тачно са аспекта критичара са запада, али не узима у обзир реалност Источне Европе у време када је овај аутомобил био актуелан. Поред својих очигледних недостатака, „трабант“ је био једноставан и јефтин за производњу и одржавање, а за услове источноевропске производње тог времена и веома квалитетно направљен. Важио је за свестрано и поуздано возило. Може се видети на путевима и дан данас, деценијама након престанка производње.

## Карактеристике
Ако би се могао употребити један израз који дефинише „трабант“, онда је то једноставност. Његов двоцилиндрични двотактни мотор алуминијумског блока је био ваздушно хлађен, није поседовао бензинску пумпу ни разводник паљења. Постављен је попречно, истовремено носи и предњи трап и конзолно је учвршћен за каросерију. Сходно томе, аутомобил није у стању да стоји на предњим точковима ако му се извади мотор. Мењачка кутија се налази испред њега, а брзине се мењају помоћу шипке бирача, налик оној на „реноу 4“. Како нема бензинску пумпу, резервоар за гориво је смештен изнад мотора, одакле се бензин слива природним падом, што знатно поједностављује систем, али представља и ризик од избијања пожара. Грејање кабине је решено преко издувног система. Ово омогућава да систем веома брзо загреје возило након покретања, али потенцијално може бити врло опасно, јер је чест случај да се услед дотрајалости издувног система отровни гасови нађу у кабини.
Самоносећа каросерија се састоји од потконструкције, израђене пресовањем и тачкастим заваривањем лимова, која чини целину са подом возила и пластичних спољних елемената, израђених од „дуропласта“, пластичне масе сродне бакелиту, која се добија од смола ојачаних вуненим или памучним влакнима. Дуропласт је изузетно отпоран на временске утицаје и корозију, али приликом сагоревања ствара отровне гасове. Главни извор памучних влакана је био отпад индустрије текстила из Совјетског Савеза, а фенолске смоле су биле нуспроизвод источнонемачке индустрије боја, што је чинило „трабант“ првим аутомобилом са каросеријом од рециклираних материјала. На испитивањима на судар, „трабант“ се показао знатно боље од неких савремених аутомобила са запада. Супротно урбаном миту о свињама које радо једу каросерију „трабанта“ искориштеном у филму „Црна мачка бели мачор“, фенолске смоле чине дуропласт отровним, па није вероватно да би га животиње јеле.
„Трабант“ је у сваком погледу скроман и једноставан аутомобил, али су обе особине у условима некадашње Источне Европе пре биле предност него мана. Недостатак система за хлађење, система подмазивања, разводника паљења и пумпе за гориво је значио само мањи број делова који се евентуално могу покварити. Пластична каросерија није била подложна корозији и није је било могуће улубити. У случају ломљења, елементи каросерије су се веома лако мењали. Власници су могли лако и без посебног предзнања сами да отклањају кварове, па чак и оне компликованије, а делови су били јефтини и лако доступни. Трабант је мали потрошач горива.
Посебан куриозитет представљају чињенице да је просечан животни век „трабанта“ био невероватних 28 година и да је очуван полован „трабант“ често коштао више него нов, јер је на испоруку новог требало чекати и по неколико година. Јануара 2005. око 67 хиљада примерака је још увек било регистровано.
Трабант има култни статус у Немачкој и међу тјунерима Централне Европе. Неки модификовани примерци се користе за рели трке. Старији модели су постали популарни код колекционара у Сједињеним Америчким Државама због ниске цене и релаксирања ограничења на увоз олдтајмера.

## Модели
Прототип се појавио још 1954. године и у част лансирања првог совјетског сателита у свемир, аутомобил је добио руско име Спутник, односно немачко Трабант.
За 34 године у Цвикау су произведена свега четири типа возила. Модел П50, познатији као Трабант 500, произвођен је од 1957. до 1962. године. Трабант 600 cmје у производњи био од 1962. до 1964. године, а након тога почиње производња најдуговечнијег модела 601 који је се у производњи задржао од 1963. до 1991. године. Током 1990. и 1991. године у производњи је био Трабант 1.1 са "Фолксвагеновим" мотором запремине 1.043 cm³.
Трабант 601 је израђиван у четири основна модела. Поред основних, у продаји су се нашли и неки прототипови.
Основни модели:
1. Trabant 601 Standard (као лимузина, и караван). Ово је најпознатији модел Трабанта, често називан Трабант или Траби.
2. Trabant 601 S (Sonderwunsch - Специјална верзија). Са додатном опремом као што су светла за маглу, хромирани браници, беле стоп лампе и слично (као лимузина и караван).
3. Trabant 601 DeLuxe. Додатна опрема као и 601 s, с тим што је прављен као двобојни модел.
4. Trabant 601 Kübel (1966). Верзија без врата и крова. Рађено као специјално војно возило. Није било у слободној продаји.

Специјални модели:
1. Trabant 601 TRAMP (1978). Цивилна верзија модела Kübel. Већина је извезена у Грчку.
2. Trabant 601 Hycomat (P601 H), 1965–1990, у лимитираној серији (као лимузина и караван). Прављен за особе са инвалидитетом. Имао је аутоматско квачило, па је за вожњу била потребна само једна нога.
3. Trabant 800 RS. Рели верзија (1986–1988) са мотором од 771 cm³ и петостепеним мењачем.

## У популарној култури
Песма Блу Трабант је један од највећих хитова српског панк рок бенда Атеист реп.